# Dexosarcophaga
Dexosarcophaga is een vliegengeslacht uit de familie van de dambordvliegen (Sarcophagidae).

## Soorten
- D. transita Townsend, 1917